# Saison 1 de Star Trek: Enterprise
Chronologie
Saison 7 de
Star Trek: Voyager Saison 2 de
Star Trek: Enterprise
Cette page présente les épisodes de la saison 1 de la série télévisée Star Trek: Enterprise.

## Épisodes

### Épisode 1:En avant toute: 1/2
Pour les articles homonymes, voir Broken Bow.
- John Fleck (Silik)
- Melinda Clarke (Sarin)
- Tommy "Tiny" Lister, Jr. (Klaang)
- Vaughn Armstrong (Vice-Amiral Maxwell Forrest)
- Jim Beaver (Contre-Amiral Daniel Leonard)
- Gary Graham (Ambassadeur Soval)
- Mark Moses (Henry Archer)
- Thomas Kopache (Diplomate Tos)
- Jim Fitzpatrick (Commandeur Williams)
- James Horan (Commanditaire des Sullibans)
- Joseph Ruskin (Docteur Sulliban)
- Ron King (Moore)
- James Cromwell (Zefram Cochrane) (caméo)

### Épisode 2:En avant toute: 2/2
- John Fleck (Silik)
- Melinda Clarke (Sarin)
- Tommy "Tiny" Lister, Jr. (Klaang)
- Vaughn Armstrong (Vice-Amiral Maxwell Forrest)
- Jim Beaver (Contre-Amiral Daniel Leonard)
- Gary Graham (Ambassadeur Soval)
- Mark Moses (Henry Archer)
- Thomas Kopache (Diplomate Tos)
- Jim Fitzpatrick (Commandeur Williams)
- James Horan (Commanditaire des Sullibans)
- Joseph Ruskin (Docteur Sulliban)

### Épisode 3:Mission d'exploration
- Jeff Ricketts (Capitaine alien)

### Épisode 4:Le Peuple de la grotte
- Kellie Waymire (Matelot Elizabeth Cutler)
- Henri Lubatti (Matelot Ethan Novakovich)

### Épisode 5:Les Xyrilliens
- Julianne Christie (Ah'Len)
- Christopher Darga (Capitaine Vorok)
- Randy Oglesby (en) (Trena'L)

### Épisode 6:La Colonie perdue
- Erick Avari (Jamin)
- Mary Carver (Bernadette "Nadet" Fuller)
- Brian Jacobs (Athan)
- Greville Henwood (Akary)

### Épisode 7:Sanctuaire
- Jeffrey Combs (Commandeur Shran)
- Steven Dennis (Officier Tholos)
- Bruce French (Grand Prêtre vulcain)
- Richard Tanner (Initié vulcain)

### Épisode 8:La Comète
- William Utay (Capitaine Vanik)

### Épisode 9:Questions de civilisations
- Diane DiLascio (Riaan)
- Wade Andrew Williams (Garos)

### Épisode 10:Pirates
- Vaughn Armstrong (Vice-Amiral Maxwell Forrest)
- Charles Lucia (Capitaine Jackson Keene)
- Lawrence Monoson (Lieutenant Matthew Ryan)
- Kieran Mulroney (Timonier Shaw)

### Épisode 11:Guerre temporelle
- John Fleck (Silik)
- Matt Winston (Matelot Daniels)
- Michael O'Hagan (Capitaine Fraddock)
- Joseph Hindy (Pélerin Prah Mantoos)

### Épisode 12:Voyageur inconnu
- Jane Carr (Mary Reed)
- Guy Siner (Stuart Reed)
- Paula Malcomson (Madeline Reed)
- John Rosenfeld (Lieutenant Mark Latrelle)
- Robert Mammana (Matelot Eddie)

### Épisode 13:L'Évolution de l'espèce
- Kellie Waymire (Matelot Elizabeth Cutler)
- David A. Kimball (Dr Essak)
- Karl Wiedergott (Infirmier Larr)
- Alex Nevil (Assistant de Phlox)

### Épisode 14:Mission de sauvetage
- Michelle C. Bonilla (Officier Bu'KaH)
- Vaughn Armstrong (Capitaine du Somraw)

### Épisode 15:Enlèvement
- Jeffrey Combs (Commandeur Shran)
- Gary Graham (Ambassadeur Soval)
- Vaughn Armstrong (Vice-Amiral Maxwell Forrest)
- Steven Dennis (Lieutenant Tholos)
- Gregory Itzin (Capitaine Sopek)
- Barbara J. Tarbuck (Chancelière Kalev)
- Jeff Kober (Traeg)

### Épisode 17:L'Esprit vulcain
- Vaughn Armstrong (Vice-Amiral Maxwell Forrest)
- Enrique Murciano (Tolaris)
- Robert Pine (Capitaine Tavis)
- John Harrington Bland (Officier Kov)

### Épisode 18:Les Chasseurs
- Stephanie Niznik (Apparition)
- Conor O'Farrell (Burzaan)
- Eric Pierpoint (en) (Shiraht)
- Keith Szarabajka (Damrus)

### Épisode 19:Règles de l'abordage
- Jeffrey Combs (Krem)
- Clint Howard (Muk)
- Matt Malloy (Grish)
- Ethan Phillips (Ulis)

### Épisode 20:Vaisseau fantôme
- Tom Bergeron (D'Marr)
- Annie Wersching (Liana)
- Claudette Sutherland (Maya)
- Rene Auberjonois (Ezral)
- Rudolph Willrich (Capitaine Kuulan)

### Épisode 21:Détenus
- Dean Stockwell (Colonel Grat)
- David Kagen (Major Klev)
- Dennis Christopher (Danik)
- Christopher Shea (Sajen)
- Jessica D. Stone (Narra)

### Épisode 22:Passager clandestin
- Joseph Will (Matelot Michael Rostov)
- Renee E. Goldsberry (Matelot Kelly)
- Vaughn Armstrong (Capitaine kreetassien)

### Épisode 23:Incident diplomatique
- Vaughn Armstrong (Vice-Amiral Maxwell Forrest)
- Fionnula Flanagan (Ambassadrice V'Lar)
- John Rubinstein (Capitaine Mazarite)
- Dennis Howard (Capitaine du Shran)
- J. Michael Flynn (Magistrat Mazarite)

### Épisode 24:La Traversée du désert
- Clancy Brown (Chef Zobral)
- Charles Dennis (Chancelier Trellit)
- Brandon Karrer (Zobral)

### Épisode 25:Vacances sur Risa
- Dey Young (Opératrice Keyla)
- Kellie Waymire (Matelot Elizabeth Cutler)
- Joseph Will (Matelot Michael Rostov)
- Rudolf Martin (Ravis)

### Épisode 26:Ondes de choc: 1/2
- John Fleck (Silik)
- Matt Winston (Agent Daniels)
- Vaughn Armstrong (Vice-Amiral Maxwell Forrest)
- James Horan (Commanditaire des Sulibans)